# Джавадов, Ровшан Бахтияр оглы
Ровша́н Бахтия́р оглы́ Джава́дов, (азерб. Rövşən Bəxtiyar oğlu Cavadov; 19 октября 1951, Лачин — 17 марта 1995, Баку) — азербайджанский военачальник,  командир Отряда полиции особого назначения (1991—1995), заместитель министра внутренних дел Азербайджанской Республики (1993—1995), исполняющий обязанности министра внутренних дел Азербайджанская Республики (17 июня 1993 — 3 июля 1993). Полковник.

## Биография

### Ранние годы и годы службы
Родился 19 октября 1951 года в городе Лачин. Отец — Бахтияр Магеррам оглы Джавадов (1917—2003) окончил Шушинскую педагогическую школу и работал в своём родном селе Гочаз Лачинского района Азербайджанской ССР преподавателем математики в средней школе, секретарём комсомольской организации Лачинского района, после окончания заочного отделения юридического факультета Азербайджанского государственного университета и до выхода на пенсию (1944—1976) в органах прокуратуры Азербайджанской ССР. Мать — Джавадова (Алиева) Тамара Сейид Фаррух кызы из села Сейидляр Лачинского района. В семье было четверо детей — два мальчика и две девочки. Его брат — Махир Джавадов живёт в городе Зальцбург в Австрии, две сестры живут в Баку.
В 1973 году Джавадов окончил Азербайджанский государственный медицинский институт. В 1973—1976 годах работал в госпитале МВД республики. В 1980 году получил второе специальное образование, окончив Ростовский факультет Московского филиала юридического заочного обучения при Академии МВД СССР.
В 1980 году подал прошение о службе в Афганистане, но получил отказ. В 1982 году был назначен участковым уполномоченным в Кировабаде.
В 1981 году открыл первые в Азербайджане секции по карате. Воспитанниками его школы были такие каратисты, как Физули Мусаев (ныне — вице-президент Федерации тхэквондо Азербайджана) и Ульви Кулиев (ныне — президент Федерации карате-до Азербайджана). А в 1994 году в Баку во Дворце ручных игр прошёл турнир по карате «За приз имени Ровшана Джавадова».
В 1987 году вместе со своим братом Махиром создал партию «Текамул» («Изменение»). После событий «Чёрного января», планировал начать широкомасштабное восстание в Кировабаде.

### Профессиональная карьера военного

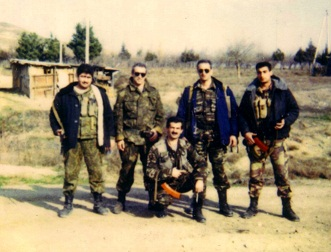
Ровшан Джавадов (второй справа) с бойцами.

Летом 1991 года стал командиром одной из рот Отряда милиции особого назначения Азербайджана, а в конце 1991 года возглавил ОМОН республики. С началом Первой карабахской войны, партия «Текамул» по его инициативе превратилась в военное образование. Правительство Азербайджана присвоило ему звание полковника, а бойцы его подразделений впоследствии стали бойцами ОПОН. В 1993 году он был назначен заместителем министра внутренних дел.
Во время президентства Абульфаза Эльчибея получил практически неограниченный контроль над ОПОН. В этот период он уже пользовался большим влиянием в системе МВД, а в июне 1993 года, после ареста министра внутренних дел Абдуллы Аллахвердиева, некоторое время исполнял обязанности главы МВД.
В середине августа 1993 года как заместитель министра внутренних дел Азербайджана совершил поездку в Афганистан, где встретился с премьер-министром страны Гульбеддином Хекматияром, лидером движения Хезб и-Ислами и одним из руководителей борьбы против советских войск во время Афганской войны. Осенью в Азербайджан прибыли первые афганские моджахеды, большинство из которых были бойцами Хезб и-Ислами.
Всего в 1993 году в Карабах было отправлено 1300 опытных афганских бойцов.

### Разногласие с властями
Р. Джавадов активно способствовал приходу к власти Гейдара Алиева, а летом 1993 года охранял его со своими людьми. Но когда в начале октября 1994 года в стране разразился политический кризис, в Гяндже бойцы ОПОН захватили несколько зданий, а в Баку — заняли здание прокуратуры, Гейдар Алиев, выступая на митинге в Баку, обвинил его и премьера Сурета Гусейнова в путче.
Р. Джавадов приехал в президентский дворец и провёл переговоры с Алиевым, после чего президент сообщил, что «опоновцы совершили ошибку и теперь раскаиваются». Выступления опоновцев начались после того, как пошли слухи об указе президента о смещении Р. Джавадова и о том, что ОПОН распускают. Ночью 4 октября на митинге в Баку ОПОН поддержал президента против заговорщиков, в результате чего отряд не был разоружён.
12 марта 1995 года в Казах-Акстафинской зоне между бойцами ОПОН и сотрудниками полиции вспыхнули вооружённые столкновения. 13 марта Р. Джавадов для выяснения подробностей инцидента и принятия мер выехал в Казах. 14 марта 1995 года по телевидению был зачитан приказ министра внутренних дел Азербайджана Рамиля Усубова о ликвидации ОПОН. Это решение было принято с связи с тем, что ОПОН «стал практически неуправляемым подразделением, полностью вышел из подчинения министерства и вошёл в сговор с преступным миром». Командиру ОПОН и его бойцам было приказано в трёхдневный срок к 00:00 17 марта сдать всё техническое снаряжение и вооружение, числящееся в отряде. На следующий день президент страны Алиев снял командира ОПОН Р. Джавадова с поста заместителя министра внутренних дел. Вечером того же дня Джавадов, который вместе со своими сторонниками расположился на базе ОПОН в жилом массиве «8-й километр» в Баку, выступил с призывом к отставке президента, председателя Милли Меджлиса Расула Гулиева и главы МВД Рамиля Усубова.

### Гибель
В ночь с 16 на 17 марта между ОПОНовцами и правительственными войсками вспыхнули вооружённые столкновения. Согласно официальной версии сотрудники ОПОН в 2 часа ночи первыми начали боевые действия, но, по утверждению мятежников, первыми огонь открыли правительственные войска. Мятежные полицейские захватили близлежащие здания школы, детского сада, крыши жилых домов и предприняли попытку прорваться к станции «Нефтчиляр», но были остановлены комендантскими постами Министерства обороны. К 4 часам утра на помощь постам со стороны города прибыло подкрепление под командованием генерал-лейтенанта Н. Садыгова. В ходе ожесточённого боя было убито как минимум 30 человек и около 60 ранено. Сам Р. Джавадов был убит при странных обстоятельствах. Он получил смертельное ранение и скончался по пути в больницу. По словам его отца, Джавадова убил сотрудник Министерства национальной безопасности Нахичеванской Автономной Республики Амираслан Алиев (убит там же, указом президента посмертно награждён званием — Национальный герой Азербайджана).
Ровшан Джавадов похоронен на кладбище города Хырдалан.

## Семья
Джавадов был женат на Земфире-ханум. В семье было двое детей. Единственный сын Лачын Джавадов родился в 1974 году. Он умер 19 декабря 2003 года в Москве при невыясненных обстоятельствах. У Лачына Джавадова осталась дочь. Дочь Р. Джавадова Жаля Джавадова живёт за пределами Азербайджана. Она замужем за сыном бывшего заместителя премьер-министра Азербайджана Абида Шарифова. У неё две дочери.

## Образ в кино
В 2003 году режиссёром Рамизом Фаталиевым был снят художественный фильм «Истина момента», повествующий о политических событиях в Азербайджане в 1994—1995 годах. Роль командира азербайджанского ОПОН Ровшана Джавадова в фильме сыграл заслуженный артист Азербайджана Алекпер Гусейнов.